# Sphinctomyrmex

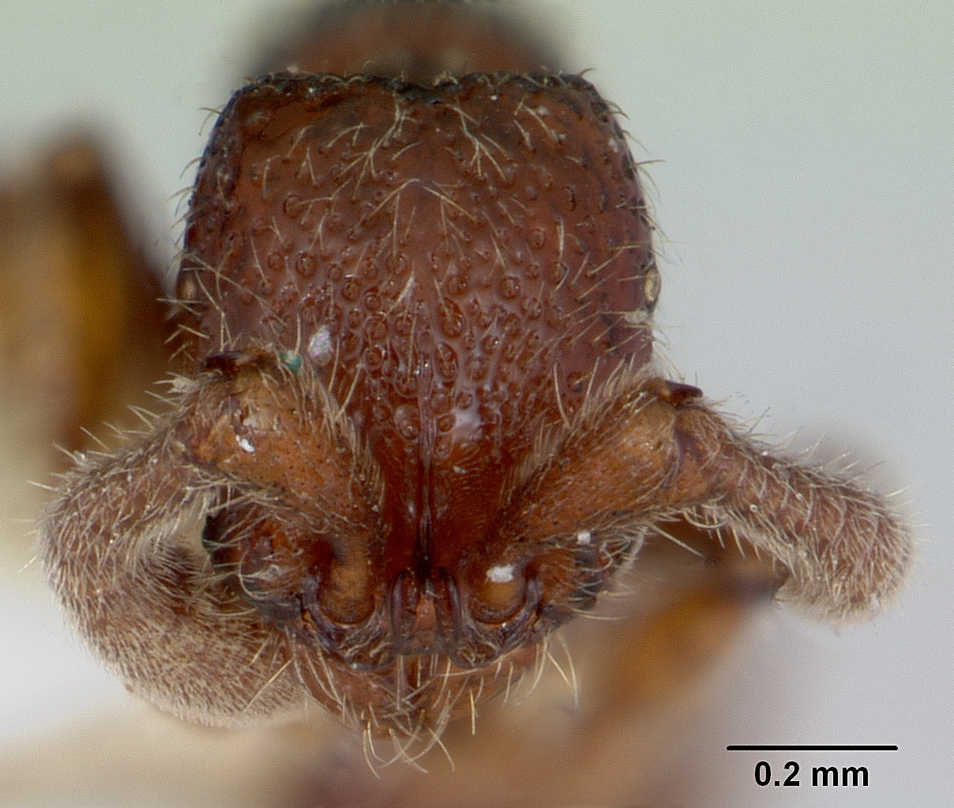
Голова муравья Sphinctomyrmex stali

Sphinctomyrmex  (лат.) — род тропических муравьёв (Formicidae). Специализированы на питании другими видами муравьёв (мирмекофагия). 

## Распространение
3 вида из неотропики (Аргентина, Бразилия). Род Sphinctomyrmex был впервые описан по единственной бескрылой самке с 12-члениковыми усиками (Sphinctomyrmex stali) из юго-восточной Бразилии.

## Описание
Муравьи с узким цилиндрическим телом длиной 5—7 мм. Имеют короткие ноги с толстыми бёдрами, также как и муравьи рода Cerapachys. Отличаются более глубокими перетяжками сегментов брюшка IV, V, и VI (за исключением видов Sphinctomyrmex furcatus и Sphinctomyrmex taylori). Усики рабочих и самок состоят из 12 члеников. Усики самцов состоят из 13. Нижнечелюстные щупики, так же как и нижнегубные, состоят из 3 сегментов. Глаза у рабочих остаточные или отсутствуют (исключение представляет Zasphinctus, например, Sphinctomyrmex turneri). Самки бывают и нормальные крылатые, и бескрылые субдихтадииформные, похожие на рабочих. У таких видов как Sphinctomyrmex steinheili, Sphinctomyrmex asper и Sphinctomyrmex duchaussoyi самки не имеют крыльев, у них эргатоидная структура грудных склеритов, но, тем не менее, есть три отчётливых простых глазка (оцеллии) и два сложных фасеточных глаза. Окраска тела у разных видов варьирует: чёрная, коричневая, красная, жёлтая (Brown, 1975).

## Систематика
3 вида. До 2016 года включал около 20 видов. Род относится к трибе Cerapachyini и в нём выделяют несколько групп видов. Группа stali (неотропика) с единственным видом Sphinctomyrmex stali. Группа rufiventris (тропическая Африка): rufiventris, chariensis (самцы), и ещё, как минимум, 3 вида, описанных только по рабочим и самкам. Группа furcatus (южная Азия): furcatus, taylori. Группа froggatti (Австралия): clarus, froggatti, imbecilis, mjobergi, trux, ?myops, ?nigricans, ?perstictus, ?septentrionalis. Группа steinheili (Австралия, Новая Каледония, Новая Гвинея): asper, caledonicus, cedaris, cribratus, duchaussoyi, occidentalis, steinheili. (Brown, 1975). Ранее выделяли подроды. 1. Подрод Eusphinctus — у рабочих и самок усики 11-члениковые, рабочие слепые, но самки имеют и сложные глаза и простые глазки. 2. Подрод Nothosphinctus — у рабочих и самок усики 12-члениковые; глаза у представителей женского пола остаточные или отсутствуют. 3. Подрод Zasphinctus — рабочие крупные, тёмноокрашенные, с 12-члениковыми усиками и хорошо развитыми глазами, но без простых глазков оцеллий (Brown, 1975).

## Список видов
3 вида. В 2016 году в ходе ревизии всего подсемейства часть видов была выделена в другие роды (большинство, около 20 видов, вошло в состав Zasphinctus).
- Sphinctomyrmex marcoyi Feitosa, Brandão, Fernández and Delabie, 2011: Бразилия
- Sphinctomyrmex schoerederi Feitosa, Brandão, Fernández and Delabie, 2011: Бразилия
- Sphinctomyrmex stali Mayr, 1866: Бразилия

В широком объёме до 2016 года включал:
- Sphinctomyrmex asper
- Sphinctomyrmex caledonicus
- Sphinctomyrmex cedaris
- Sphinctomyrmex chariensis
- Sphinctomyrmex clarus
- Sphinctomyrmex cribratus
- Sphinctomyrmex duchaussoyi
- Sphinctomyrmex emeryi
- Sphinctomyrmex froggatti
- Sphinctomyrmex furcatus
- Sphinctomyrmex imbecilis
- Sphinctomyrmex mjobergi
- Sphinctomyrmex myops
- Sphinctomyrmex nigricans
- Sphinctomyrmex occidentalis
- Sphinctomyrmex rufiventris
- Sphinctomyrmex schoerederi
- Sphinctomyrmex septentrionalis
- Sphinctomyrmex stali typus
- Sphinctomyrmex steinheili
- Sphinctomyrmex taylori
- Sphinctomyrmex trux
- Sphinctomyrmex turneri